# Ad-Dajr al-Bahri

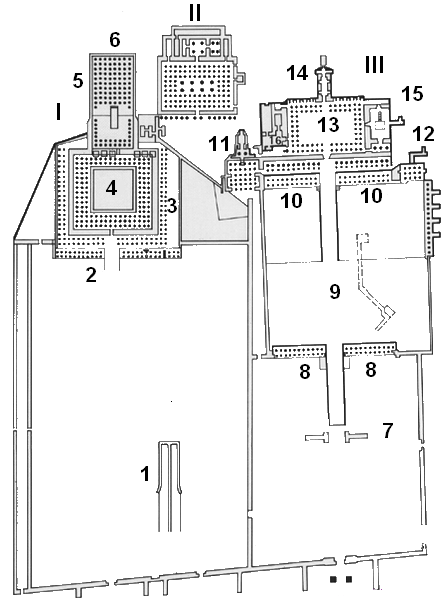
Plan świątyń w Ad-Dajr al-Bahri:
I) Świątynia Mentuhotepa II
II) Świątynia Totmesa III
III) Świątynia Hatszepsut
1) Bab el-Hosan
2) Westybul wewnętrzny
3) Taras z kolumnadą
4) Tumulus
5) Sala hypostylowa
6) Sanktuarium
7) Dziedziniec
8) Pierwszy portyk
9) Pierwszy taras
10) Drugi portyk
11) Kaplica Hathor
12) Kaplica Anubisa
13) Dziedziniec
14) Sanktuarium Amona
15) Świątynia solarna
16) Sanktuarium Hatszepsut i Totmesa I

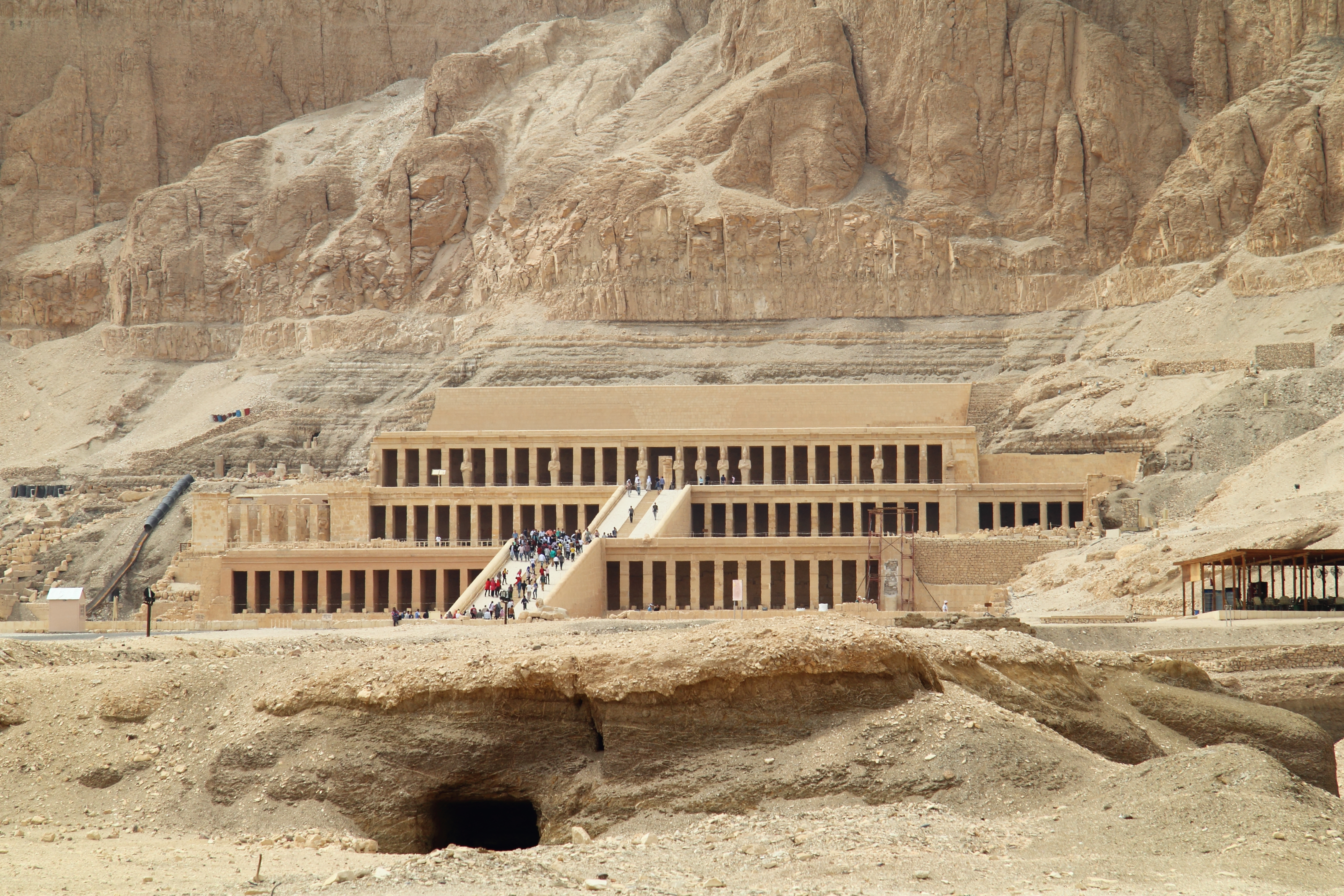
Kompleks świątyń w Ad-Dajr al-Bahri

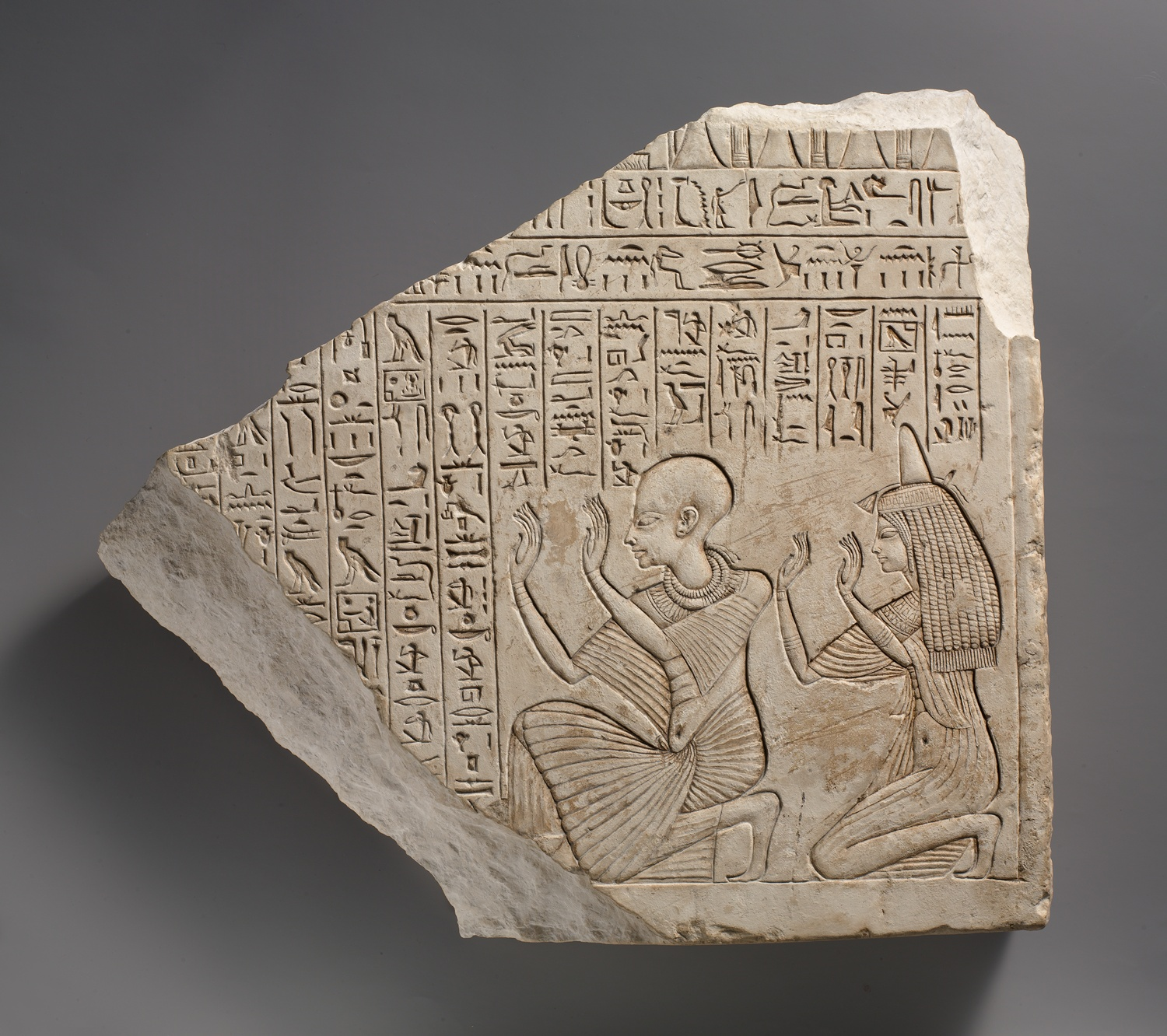
Stela wotywna Userhata z Ad-Dajr al-Bahri

Ad-Dajr al-Bahri albo Deir el-Bahari (arab. ‏الدير البحري‎, nazwa w dosłownym tłumaczeniu oznacza „Klasztor Północny”) – stanowisko archeologiczne w Górnym Egipcie, leżące na zachodnim brzegu Nilu naprzeciw Karnaku w wielkim zakolu skalnym utworzonym przez urwisko płaskowyżu Pustyni Libijskiej. Na południe wznosi się najświętsza z tebańskich gór - Góra Północna. Jest to szczególnie gorące i suche miejsce.
Znajduje się tu kilka zabytków: świątynia Hatszepsut, świątynia grobowa Mentuhotepa II, świątynia Totmesa III, w sąsiedniej dolince znajduje się grobowiec-skrytka DB-320, w której ukryto mumie największych faraonów XVII, XVIII, XIX i XX Dynastii, m.in. Totmesa II, Amenhotepa I, Setiego I i Ramzesa II.
Na terenie świątyni Hatszepsut znajduje się kilka starszych grobowców (królowych Neferu, Meryt-Amon), pod jej dziedziniec „wkopał się” ze swoim grobowcem także budowniczy świątyni Hatszepsut - Senenmut.